# Nano Ruzhin

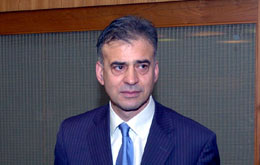
Nano Ruzhin, 2008

Nano Ruzhin, mazedonisch Нано Ружин (* 31. Juli 1952 in Skopje) ist ein nordmazedonischer Professor für Politik- und Sozialwissenschaften, ehemaliger mazedonischer Botschafter bei der NATO und war der Präsidentschaftskandidat der Liberaldemokratischen Partei (LDP) für die Mazedonischen Präsidentschaftswahlen 2009, seit 2016 ist er Rektor der FON Universität.

## Leben und Wirken
Nano Ruzhin wurde von den Eltern Gligor Ruzhin und Stana Ruzhin geboren, er hat zwei ältere Brüder. Die Familie stammt aus der kleinen ethnogeographischen Bevölkerungsgruppe der Mijaken, die in der Region Debar-Galičnik beheimatet sind.
Nano lebte mit seinen Eltern zunächst in Valandovo und ab 1959 in Skopje, wo er das Erdbeben von 1963 erlebte. Nach entsprechender Schulausbildung begann er sein Studium in Belgrad.
Ruzhin absolvierte von 1971 bis 1975 sein Studium an der Fakultät für Politikwissenschaften an der Universität in Belgrad. Sein postgraduales Studium schloss er 1982 an der Fakultät für Politikwissenschaften in Zagreb ab, nachdem er zuvor ein Studienjahr in Paris an der Sorbonne verbracht hatte. 1981 wurde er am Institut für Politikwissenschaften in Paris zugelassen, wo er mit dem französischen Professor Alfred Grosser zusammenarbeitete. 1986 erhielt er seinen Ph.D. Ab 1987 war er an der Philosophischen Fakultät der Universität in Skopje als Hochschullehrer tätig.
Im Jahr 1991 gründete er die NGOs: Atlantic Treaty Association (ATA) und JEF (Junge Europäische Föderalisten)
Von Anfang 1994 bis Ende 2001 wurde Ruzhin zweimal zum Mitglied des Parlaments von Mazedonien gewählt (1994 und 1998)
Im Jahr 2001 wurde er von Präsident Boris Trajkovski nominiert, um Mazedonien als Botschafter bei der NATO in Brüssel zu vertreten, er führte diese Funktion bis April 2008 aus.
Im März 2008 erhielt er die belgische Auszeichnung "Diplomat des Jahres" des Außenministeriums und des Diplomatischen Nachrichtenmagazins für das Jahr 2007.
Ruzhin wurde von der Liberaldemokratischen Partei Mazedoniens als Präsidentschafts-Kandidat 2009 nominiert.
Am 14. Juni 2012 wurde er mit dem französischen Ritter der Ehrenlegion ausgezeichnet. Die Dekoration wurde von Nicolas Sarkozy unterzeichnet und ihm vom französischen Botschafter in Mazedonien, Jean-Claude Schlumberger, überreicht.
Seit Juli 2016 ist Ruzhin Rektor der FON Universität mit einem vierjährigen Mandat.
Ruzhin ist verheiratet mit Danica Ruzhin und hat 2 Söhne.

## Publikationen (Auswahl)
Er schrieb 15 Bücher im Bereich Internationale Beziehungen und sozialpolitische Studien und rund 400 veröffentlichte Artikel für verschiedene Zeitungen.
Siehe dazuː
- Nano Ružin: Sovremena socijaldemokraija. Skopje 1999.[8]
- Nano Ružin analysiert wie Mazedonien von der Beziehung zur NATO profitiert hat[9]